# Over the Reich
Over the Reich est un jeu vidéo de type wargame développé par Big Time Software et publié par Avalon Hill en 1996 sur PC et Macintosh,. Il s’agit d’une adaptation du jeu de société Over the Reich créé par J. D. Webster et édité par Clash of Arms. Il se déroule dans le nord de l’Europe, pendant la Seconde Guerre mondiale, et simule des combats aériens. Comme dans la version sur table, le joueur commande un ou plusieurs avions de chasse au cours de différentes missions d’escortes de bombardiers, d’interception ou de combat aérien. Il peut se jouer seul contre l’ordinateur ou à deux, sur le même ordinateur ou par Internet.  Le jeu propose cinq niveaux de difficulté, de lieutenant à général, qui influent sur les paramètres pris en compte dans la simulation et sur son niveau de réalisme,.

## Accueil
| Stalingrad     |      |       |
| Média          | Pays | Notes |
| Cyber Stratège | FR   | 4/5   |
| GameSpot       | US   | 62 %  |
| Gen4           | FR   | 3/5   |
| Joystick       | FR   | 88 %  |